# Kanye
Kanye er en by i den sydlige del af Botswana med et indbyggertal (pr. 2005) på cirka 45.000. Byen er hovedstad i landets Syddistrikt.